# Eilat
Eilat (în ebraică:אילת) este cel mai sudic oraș al Israelului, un însemnat port și oras turistic pe malul Golfului Eilat (sau Akaba) al Mării Roșii. Localitatea se află în sudul regiunii Aravá în Districtul de sud al Israelului și este singurul oraș israelian aflat pe malul Mării Roșii. Populația lui numără 57.800 locuitori. Eilat se învecinează la sud cu stațiunea turistică egipteană Taba, iar la est cu orașul și portul iordanian Akaba. La sud-est, mai încolo, pe malul estic al golfului se află localitatea Haql din Arabia Saudită.
Eilat este renumit ca stațiune balneoclimaterică, turiștii beneficiind de climatul cald, marin, cu salinitate ridicată, binefăcător pentru recuperare respiratorie, boli de piele și degenerative. De asemenea, aici se fac tratamente de refacere fizică bazate pe hidroterapie și mai ales tratamente tradiționale regenerative și anti-stres (antidepresive, anxiolitice) pe baza sărurilor de la Marea Moartă. 
Eilat se numește așa după o localitate biblică, Eilat sau Eilot, amintită de mai multe ori în Biblia ebraică (și Vechiul Testament al Bibliei creștine) care era situată alături de portul Etzion Gaver din timpul regatului evreiesc antic și al regatului Iuda (Iudeea) din antichitate. În dezbaterile  asupra numelui localității moderne în Comisia geografică care a precedat Comisia guvernamentală israeliană pentru denumiri, s-a cântărit alegerea între numele Eilat Hahadashá (Noul Eilat) și Etzion Gáver, dar pentru că numele Eilat s-a înrădăcinat deja în rândurile publicului, el a fost ales, cu toate că nu există dovezi certe arheologice cu privire la localizarea Eilatului antic) 

## Înființarea orașului Eilat
În anii 1948-1949 în perioada războiului de independență, portul Eilat nu exista și toată regiunea era pustie. Înainte de sfârșitul războiului, guvernul israelian a hotărât să trimită soldați acolo pentru a avea o prezență israeliană în acel loc. Deoarece nu erau nici un fel de drumuri, au fost trimise pe jos, în marș forțat, două unități: una a mers pe drumul care a devenit granița cu Egiptul și cealaltă pe drumul care a devenit granița cu Iordania. Soldații israelieni n-au întâlnit ostași inamici, era numai pustiu. Primii ostași israelieni care au ajuns la Marea Roșie au vrut să se fotografieze cu drapelul israelian, dar nu aveau drapel. Au avut o pânză albă și au desenat pe ea cu cerneală albastră drapelul. Drapelul desenat a devenit istoric. A durat încă doi ani până s-au construit drumuri și s-a început amenajarea localității. 
Războiul de Șase Zile din iunie 1967 a început, între altele, dupa ce Egiptul (pe atunci, Republica Arabă Unită) a blocat strâmtoarea maritimă Tiran care era singura cale în Marea Roșie prin care se putea ajunge la portul Eilat.